# Resolutie 2044 Veiligheidsraad Verenigde Naties
Resolutie 2044 van de Veiligheidsraad van de Verenigde Naties werd op 24 april 2012 met unanimiteit van stemmen aangenomen door de VN-Veiligheidsraad om de VN-missie in de Westelijke Sahara opnieuw met een jaar te verlengen.

## Achtergrond
Begin jaren 1970 ontstond een conflict tussen Spanje, Marokko, Mauritanië en de Westelijke Sahara zelf over de Westelijke Sahara dat tot dan in Spaanse handen was. Marokko legitimeerde zijn aanspraak op basis van historische banden met het gebied. Nadat Spanje het gebied opgaf bezette Marokko er twee derde van. Het land is nog steeds in conflict met Polisario dat met steun van Algerije de onafhankelijkheid blijft nastreven. Begin jaren 1990 kwam een plan op tafel om de bevolking van de Westelijke Sahara via een volksraadpleging zelf te laten beslissen over de toekomst van het land. Het was de taak van de VN-missie MINURSO om dat referendum op poten te zetten. Het plan strandde later echter door aanhoudende onenigheid tussen de beide partijen, waardoor ook de missie nog steeds ter plaatse is.

## Inhoud

### Waarnemingen
De partijen en landen in de regio werden opnieuw opgeroepen nauwer samen te werken met de VN en elkaar om de impasse te doorbreken.
Er was ook bezorgdheid over de schending van bestaande akkoorden.
Intussen waren vier onderhandelingsrondes en informele gesprekken gehouden waar enige vooruitgang werd geboekt, onder meer inzake ontmijning.
De mensenrechtensituatie in de Westelijke Sahara en de vluchtelingenkampen bij Tindouf moest verbeterd worden.
Voorts moesten de geplande vertrouwensmaatregelen verder uitgevoerd worden.
Het huidige status quo was onaanvaardbaar en vooruitgang in de onderhandelingen was noodzakelijk om het leven van de mensen in de Westelijke Sahara te verbeteren.

### Handelingen
Het mandaat van MINURSO werd verlengd tot 30 april 2013.
De partijen moesten de militaire akkoorden die met de missie waren bereikt respecteren en de veiligheid en bewegingsvrijheid ervan respecteren.
Men was tevreden dat de partijen hun informele gesprekken verderzetten ter voorbereiding van de vijfde onderhandelingsronde.
Er werd opgeroepen om vaker samen te zitten en de contacten te versterken.

## Verwante resoluties
- Resolutie 1920 Veiligheidsraad Verenigde Naties (2010)
- Resolutie 1979 Veiligheidsraad Verenigde Naties (2011)
- Resolutie 2099 Veiligheidsraad Verenigde Naties (2013)
- Resolutie 2152 Veiligheidsraad Verenigde Naties (2014)

Lijst ·  2033 ·  2034 ·  2035 ·  2036 ·  2037 ·  2038 ·  2039 ·  2040 ·  2041 ·  2042 ·  2043 ·  2044 ·  2045 ·  2046 ·  2047 ·  2048 ·  2049 ·  2050 ·  2051 ·  2052 ·  2053 ·  2054 ·  2055 ·  2056 ·  2057 ·  2058 ·  2059 ·  2060 ·  2061 ·  2062 ·  2063 ·  2064 ·  2065 ·  2066 ·  2067 ·  2068 ·  2069 ·  2070 ·  2071 ·  2072 ·  2073 ·  2074 ·  2075 ·  2076 ·  2077 ·  2078 ·  2079 ·  2080 ·  2081 ·  2082 ·  2083 ·  2084 ·  2085